# 孫奮
孫奮（224年～235年間—270年），字子揚，孫權的第五子、生母為仲姬，妃為袁耀之女。三國時東吳皇子，後封齊王及章安侯。

## 生平
吳大帝太元二年（公元252年），孫奮被立為齊王，居於武昌。同年，吳大帝孫權逝世，太傅諸葛恪掌權，他不希望諸王居住在長江江邊戰略要地，於是要孫奮遷居到豫章。孫奮怒而不肯從命，又數次違反法令。諸葛恪上書勸諫孫奮，希望他有所節制，守法行事，盡忠東吳，以免日後與兄長魯王孫霸一樣遭到殺身之禍。（《諸葛恪勸孫奮書》）孫奮收到諸葛恪的上書後大懼，於是移居到南昌。孫奮又沉迷於遊獵，官員和屬下都苦不堪言。後來諸葛恪被孫峻誅殺，孫奮去到蕪湖，要到建業看朝中事變。傅相謝慈等勸諫孫奮，被孫奮殺害。孫奮因擅殺官吏而被廢為庶人，流放到章安縣。太平三年（公元258年）七月，又被封為章安侯。
吳末帝建衡二年（公元270年），孫皓寵妃左夫人王氏逝世，孫皓十分悲傷，整天都在哭，多個月都沒有出外露面，民間更有傳聞說孫皓已死，於是有人訛稱孫奮或上虞侯孫奉兩人之中將會有一個要被立為皇帝。孫奮生母仲姬的陵墓在豫章，豫章太守張俊對孫奮會被擁立的傳聞半信半疑，為仲姬的陵墓打掃。孫皓知道後，以車裂處決張俊及夷其三族，並誅殺孫奮及他的五個兒子，封國廢除。

## 家族

### 曾祖父
- 孫鍾 孫堅父

### 祖父母
- 孙坚 祖父，孫權稱帝後追諡為武烈皇帝
- 吳太夫人 祖母，孫權稱帝後追諡為武烈皇后

### 叔伯
- 孫策 大伯，東吳奠基者，孫權稱帝後追諡為長沙桓王
- 孫翊 三叔，丹楊太守，性格驍悍果烈，有孫策之風
- 孫匡 四叔，孫策讓出父親孫堅之烏程侯爵位給幼弟孫匡來承襲，早逝
- 孫朗 五叔，因違反軍令燒毀自家軍用被呂範送回而被禁錮

### 姑媽
- 孫氏，嫁給曲阿人弘咨
- 孫氏，嫁給陈氏

### 姑姐
- 孫夫人，嫁刘备，正史姓名不詳。三国演义中稱孫仁，戲曲《甘露寺》稱孫尚香

### 父親
- 孫權，東吳大皇帝，東吳開國君主。

### 母親
仲姬，孙奋生母，葬在豫章，因为豫章太守张俊讨好孙奋，打扫仲姬墓，触怒孙皓，导致张俊及其三族，与孙奋和他五个儿子，全部被杀。

### 兄弟
- 孫登，孫權長子，字子高，東吳宣太子。三十三歲病死。
- 孫慮，孫權次子，字子智，少敏惠有才藝，權器愛之。二十歲卒。無子。
- 孫和，孫權三子，字子孝，孫霸親兄，孫登病死後被立為太子。被廢後封為南陽王。被丞相孫峻賜死。兒子孫皓繼位於孫休, 追尊孫和為文皇帝。
- 孫霸，孫權四子，字子威，曾與兄長孫和發生二宮之爭。被孫權賜死。
- 孫休，孫權六子，字子烈，東吳景皇帝。原被封琅邪王，孫亮被廢黜後被立為帝。廿四歲繼位孫亮。三十歲英年早逝。
- 孫亮，孫權幼子，字子明，十歲繼位孫權，十六被丞相孫綝廢為會稽王。十八歲流放途中亡。

### 姊妹
- 孫魯班，字大虎，孫權長女，先配周循，後配全琮。
- 孫氏（待考），孫權次女。劉纂妻，早卒。
- 孫魯育，字小虎，孫權三女，先配朱據，後配劉纂。
- 孫氏（待考），滕胤妻[1]。

## 評價
陳壽評曰：「（孫）奮不遵軌度，固取危亡之道也。然奮之誅夷，橫遇飛禍矣。」

## 延伸阅读
[在维基数据编辑]
 《三國志·卷59》，出自陳壽《三國志》